# 1970-es NFL-szezon
A National Football League 1970-es szezonja az 51. szezon volt az amerikai professzionális amerikaifutball-ligában. A szezont a Super Bowl V zárta, amelyet a Baltimore Colts a Dallas Cowboys ellen nyert meg.
A szezon kezdete előtt, 1970. szeptember 3-án elhunyt Vince Lombardi, aki a Green Bay Packers vezetőedzője volt, amikor a Packers megnyerte az első két Super Bowlt (1967 és 1968). A Super Bowl trófeáját Lombardi emlékére 1970. szeptember 10-én hivatalosan átnevezték Vince Lombardi-trófeára.

## AFL–NFL egyesülés
1970-ben egyesült a két liga, az AFL és az NFL. Ebben a szezonban az egyesülés eredményeképpen 26 csapat vett részt, az alábbiak szerint osztották be a csapatokat.
- National Football Conference
  - NFC East: Dallas Cowboys, New York Giants, Philadelphia Eagles, St. Louis Cardinals, Washington Redskins
  - NFC Central: Chicago Bears, Detroit Lions, Green Bay Packers, Minnesota Vikings
  - NFC West: Atlanta Falcons, Los Angeles Rams, New Orleans Saints, San Francisco 49ers
- American Football Conference
  - AFC East: Indianapolis Colts, Buffalo Bills, Miami Dolphins, New England Patriots, New York Jets
  - AFC Central: Cincinnati Bengals, Cleveland Browns, Houston Oilers, Pittsburgh Steelers
  - AFC West: Denver Broncos, Kansas City Chiefs, Oakland Raiders, San Diego Chargers

Az alapszakaszban a csapatoknak 14 mérkőzést kellett játszaniuk. Mindkét konferenciából a három divíziógyőztes, valamint egy wild-card csapat (a legjobb eredménnyel rendelkező, nem divíziógyőztes) jutott be a rájátszásba.

## Alapszakasz
*Megjegyzés: az 1972-es NFL-szezonig az alapszakaszban a döntetlennel végződő mérkőzéseket nem számították be a győzelmi százalék kiszámításához.
| A rájátszásba jutottak |

| AFC East            |    |    |   |       |     |     |
| Csapat              | Gy | V  | D | %     | P+  | P–  |
| Baltimore Colts     | 11 | 2  | 1 | 84,6% | 321 | 234 |
| Miami Dolphins      | 10 | 4  | 0 | 71,4% | 297 | 228 |
| New York Jets       | 4  | 10 | 0 | 28,6% | 255 | 286 |
| Buffalo Bills       | 3  | 10 | 1 | 23,1% | 204 | 337 |
| Boston Patriots     | 2  | 12 | 0 | 14,3% | 149 | 361 |
| AFC Central         |    |    |   |       |     |     |
| Csapat              | Gy | V  | D | %     | P+  | P–  |
| Cincinnati Bengals  | 8  | 6  | 0 | 57,1% | 312 | 255 |
| Cleveland Browns    | 7  | 7  | 0 | 50,0% | 286 | 265 |
| Pittsburgh Steelers | 5  | 9  | 0 | 35,7% | 210 | 272 |
| Houston Oilers      | 3  | 10 | 1 | 23,1% | 217 | 352 |
| AFC West            |    |    |   |       |     |     |
| Csapat              | Gy | V  | D | %     | P+  | P–  |
| Oakland Raiders     | 8  | 4  | 2 | 66,7% | 300 | 293 |
| Kansas City Chiefs  | 7  | 5  | 2 | 58,3% | 272 | 244 |
| San Diego Chargers  | 5  | 6  | 3 | 45,5% | 282 | 278 |
| Denver Broncos      | 5  | 8  | 1 | 38,5% | 253 | 264 |

| NFC East             |    |    |   |       |     |     |
| Csapat               | Gy | V  | D | %     | P+  | P–  |
| Dallas Cowboys       | 10 | 4  | 0 | 71,4% | 299 | 221 |
| New York Giants      | 9  | 5  | 0 | 64,3% | 301 | 270 |
| St. Louis Cardinals  | 8  | 5  | 1 | 61,5% | 325 | 228 |
| Washington Redskins  | 6  | 8  | 0 | 42,9% | 297 | 314 |
| Philadelphia Eagles  | 3  | 10 | 1 | 23,1% | 241 | 332 |
| NFC Central          |    |    |   |       |     |     |
| Csapat               | Gy | V  | D | %     | P+  | P–  |
| Minnesota Vikings    | 12 | 2  | 0 | 85,7% | 335 | 143 |
| Detroit Lions        | 10 | 4  | 0 | 71,4% | 347 | 202 |
| Green Bay Packers[a] | 6  | 8  | 0 | 42,9% | 196 | 293 |
| Chicago Bears        | 6  | 8  | 0 | 42,9% | 256 | 261 |
| NFC West             |    |    |   |       |     |     |
| Csapat               | Gy | V  | D | %     | P+  | P–  |
| San Francisco 49ers  | 10 | 3  | 1 | 76,9% | 352 | 267 |
| Los Angeles Rams     | 9  | 4  | 1 | 69,2% | 325 | 202 |
| Atlanta Falcons      | 4  | 8  | 2 | 33,3% | 206 | 261 |
| New Orleans Saints   | 2  | 11 | 1 | 15,4% | 172 | 347 |

Döntetlenre végzők
- ↑ a: A Green Bay a Chicago előtt végzett az NFC Central divízióban, a jobb divízió eredménye miatt (2–4; Chicago: 1–5).

## Rájátszás
*Megjegyzés: az 1975-ös NFL-szezonig a rájátszásban a pályáválasztói jogok évente cserélődtek.
|  |                                     |                     |                           |                              |    |                 |                                |                |  |  |              |              |              |
|  | Főcsoport-elődöntő                  | Főcsoport-elődöntő  | Főcsoport-elődöntő        |                              |    | Főcsoportdöntő  | Főcsoportdöntő                 | Főcsoportdöntő |  |  | Super Bowl V | Super Bowl V | Super Bowl V |
|  | Főcsoport-elődöntő                  | Főcsoport-elődöntő  | Főcsoport-elődöntő        |                              |    | Főcsoportdöntő  | Főcsoportdöntő                 | Főcsoportdöntő |  |  | Super Bowl V | Super Bowl V | Super Bowl V |
|  | december 27. – Oakland Coliseum     |                     |                           |                              |    |                 |                                |                |  |  |              |              |              |
|  |                                     |                     |                           |                              |    |                 |                                |                |  |  |              |              |              |
|  | Miami Dolphins                      | Miami Dolphins      | 14                        |                              |    |                 |                                |                |  |  |              |              |              |
|  | Miami Dolphins                      | Miami Dolphins      | 14                        | január 3. – Memorial Stadion |    |                 |                                |                |  |  |              |              |              |
|  | Oakland Raiders                     | Oakland Raiders     | 21                        |                              |    |                 |                                |                |  |  |              |              |              |
|  | Oakland Raiders                     | Oakland Raiders     | 21                        |                              |    | Oakland Raiders | Oakland Raiders                | 17             |  |  |              |              |              |
|  | december 26. – Memorial Stadion     |                     |                           |                              |    | Oakland Raiders | Oakland Raiders                | 17             |  |  |              |              |              |
|  |                                     |                     | Baltimore Colts           | Baltimore Colts              | 27 |                 |                                |                |  |  |              |              |              |
|  | Cincinnati Bengals                  | Cincinnati Bengals  | Baltimore Colts           | Baltimore Colts              | 27 | 0               |                                |                |  |  |              |              |              |
|  | Cincinnati Bengals                  | Cincinnati Bengals  |                           |                              |    | 0               | január 17. – Miami Orange Bowl |                |  |  |              |              |              |
|  | Baltimore Colts                     | Baltimore Colts     | 17                        |                              |    |                 |                                |                |  |  |              |              |              |
|  | Baltimore Colts                     | Baltimore Colts     | 17                        |                              |    | Baltimore Colts | Baltimore Colts                | 16             |  |  |              |              |              |
|  | december 26. – Cotton Bowl          |                     |                           |                              |    | Baltimore Colts | Baltimore Colts                | 16             |  |  |              |              |              |
|  |                                     |                     | Dallas Cowboys            | Dallas Cowboys               | 13 |                 |                                |                |  |  |              |              |              |
|  | Detroit Lions                       | Detroit Lions       | Dallas Cowboys            | Dallas Cowboys               | 13 | 0               |                                |                |  |  |              |              |              |
|  | Detroit Lions                       | Detroit Lions       | január 3. – Kezar Stadion |                              |    | 0               |                                |                |  |  |              |              |              |
|  | Dallas Cowboys                      | Dallas Cowboys      | 5                         |                              |    |                 |                                |                |  |  |              |              |              |
|  | Dallas Cowboys                      | Dallas Cowboys      | 5                         |                              |    | Dallas Cowboys  | Dallas Cowboys                 | 17             |  |  |              |              |              |
|  | december 27. – Metropolitan Stadion |                     |                           |                              |    | Dallas Cowboys  | Dallas Cowboys                 | 17             |  |  |              |              |              |
|  |                                     |                     | San Francisco 49ers       | San Francisco 49ers          | 10 |                 |                                |                |  |  |              |              |              |
|  | San Francisco 49ers                 | San Francisco 49ers | San Francisco 49ers       | San Francisco 49ers          | 10 | 17              |                                |                |  |  |              |              |              |
|  | San Francisco 49ers                 | San Francisco 49ers |                           |                              |    |                 |                                |                |  |  |              |              |              |
|  | Minnesota Vikings                   | Minnesota Vikings   | 14                        |                              |    |                 |                                |                |  |  |              |              |              |
|  | Minnesota Vikings                   | Minnesota Vikings   | 14                        |                              |    |                 |                                |                |  |  |              |              |              |
|  |                                     |                     |                           |                              |    |                 |                                |                |  |  |              |              |              |